# Draft WNBA 2023
2022 2024
La draft WNBA 2023 est la 28e édition de la cérémonie annuelle de la draft WNBA lors de laquelle les franchises de la WNBA choisissent les joueuses dont elles pourront négocier les droits d’engagement. Les joueuses disputant leur première saison professionnelle sont appelées rookies.
Le choix s'opère dans un ordre déterminé par le classement de la saison précédente, les équipes les plus mal classées sur les deux dernières saisons obtenant les premiers choix. La draft de 2023 a eu lieu aux Spring Studios de New York le 10 avril 2023. Elle a été exclusivement télévisée sur ESPN aux États-Unis et sur TSN3/5 au Canada.

## Règles d'éligibilité
En vertu de la convention collective actuelle (CBA) entre la WNBA et son syndicat de joueuses, l'éligibilité à la draft pour les joueuses non définis comme "internationaux" exige que ce qui suit soit:
- Le 22e anniversaire de la joueuse tombe pendant l'année civile de la draft. Pour cet draft, la date limite de naissance est le 31 décembre 2001.
- Elle doit avoir :
  - Terminé son admissibilité à l'université ;
  - Obtenu un diplôme de premier cycle ou doit le recevoir dans les trois mois après la draft ;
  - Être retiré d’au moins 4 ans de l’obtention du diplôme d’études secondaires.

Une joueuse qui doit obtenir son diplôme de premier cycle dans les 3 mois suivant la date de la draft et qui est plus jeune que l’âge limite, n’est admissible que si l’année civile de la draft n’est pas antérieure à la quatrième année après l’obtention de son diplôme d’études secondaires.
Les joueuses dont l’admissibilité au collège est maintenue et qui atteignent l’âge limite doivent informer le siège social de la WNBA de leur intention de participer à la draft au plus tard 10 jours avant la date de la draft et doivent renoncer à toute admissibilité au collège pour le faire. Un calendrier de notification séparé est prévu pour les joueuses impliquées dans les tournois d’après-saison (notamment le tournoi de la division I de la NCAA); ces joueuses (normalement) doivent se déclarer pour la draft dans les 24 heures suivant leur match final.
Les "joueuses internationales" sont définies comme ceux pour qui toutes les affirmations suivantes sont vraies :
- Née et résidant actuellement à l’extérieur des États-Unis.
- N'a jamais "exercé l’éligibilité au basketball interuniversitaire" aux États-Unis.

Pour les "joueuses internationales", l'âge d'éligibilité est de 20 ans, également mesuré au 31 décembre de l'année de la draft.

## Loterie de la draft
La loterie pour déterminer l’ordre des quatre premiers choix de la draft 2023 a eu lieu le 11 novembre 2022 et a été télévisée sur ESPN avant le match de basket-ball universitaire féminin d’ESPN ce soir-là, mettant en vedette la championne nationale en titre, la Caroline du Sud, au Maryland. Les quatre équipes qui n'ont pas joué les playoff en 2022 ont participé au tirage au sort. Ces équipes sont le Fever de l'Indiana, le Dream d'Atlanta, les Sparks de Los Angeles et le Lynx du Minnesota. Les Sparks ont fait un échange en février 2022 qui a permis à leur choix de se retrouver finalement avec les Mystics de Washington au moment de la loterie. Chaque équipe avait un représentant au tirage au sort, Kelsey Mitchell pour le Fever, Tanisha Wright pour le Dream, Natasha Cloud pour les Mystics et Napheesa Collier pour le Lynx. Le Fever a remporté la loterie pour la première fois dans son histoire et a remporté le premier choix à la draft. Le reste de l’ordre a été le suivant : Lynx, Dream et Mystics.
| Équipe                                             | Bilan 2021 et 2022 | Bilan 2022 | Chances à la loterie | Choix | Choix | Choix | Choix | Choix |
| Équipe                                             | Bilan 2021 et 2022 | Bilan 2022 | Chances à la loterie | 1er   | 2e    | 3e    | 4e    |       |
| -------------------------------------------------- | ------------------ | ---------- | -------------------- | ----- | ----- | ----- | ----- | ----- |
| Fever de l'Indiana                                 | 11–57              | 5-31       | 44,2 %               |       |       |       |       |       |
| Dream d'Atlanta                                    | 22–46              | 14-22      | 27,6 %               |       |       |       |       |       |
| Mystics de Washington (de Los Angeles via Atlanta) | 25-43              | 13-23      | 17,8%                |       |       |       |       |       |
| Lynx du Minnesota                                  | 36-32              | 14–22      | 10,4 %               |       |       |       |       |       |
| en jaune l’équipe désignée.                        |                    |            |                      |       |       |       |       |       |

Les cotes de loterie étaient basées sur les records combinés des saisons WNBA 2021 et 2022. Dans le tirage, 14 boules numérotées de 1 à 14 sont placées dans une machine de loterie et mélangées. Quatre boules sont dessinées pour déterminer une combinaison à quatre chiffres (seules 11–12–13–14 sont ignorées et redessinées). L’équipe à laquelle cette combinaison de quatre balles est attribuée reçoit le choix no 1. Les quatre boules sont ensuite replacées dans la machine et le processus est répété pour déterminer le deuxième choix. Les deux équipes dont les combinaisons numériques ne figurent pas à la loterie choisiront dans l’ordre inverse de leur record cumulatif de deux ans. Ernst & Young connaît les résultats discrets avant qu’ils ne soient annoncés.
L’ordre de sélection pour le reste du premier tour ainsi que les deuxième et troisième tours a été déterminé par ordre inverse des records respectifs des équipes en saison régulière uniquement à partir de 2022.

## Joueuses invitées
La WNBA a annoncé le 7 avril 2023 qu'elle avait invité 15 joueuses à assister au draft.
- Laeticia Amihere, South Carolina
- Brea Beal (en), South Carolina
- Grace Berger (en), Indiana
- Aliyah Boston, South Carolina
- Zia Cooke (en), South Carolina
- Jordan Horston (en), Tennessee
- Ashley Joens (en), Iowa State
- Haley Jones, Stanford
- Dorka Juhász (en), UConn
- / Lou Lopez Sénéchal, UConn
- Taylor Mikesell (en), Ohio State
- Diamond Miller, Maryland
- Alexis Morris (en), LSU
- Maddy Siegrist, Villanova
- Stephanie Soares, Iowa State

## Draft

### Légende
|   | Signale une joueuse qui a été intronisé au Basketball Hall of Fame                                                         |
|   | Signale une joueuse qui a été sélectionnée pour au moins un match annuel WNBA All-Star Game et une sélection All-WNBA Team |
|   | Signale une joueuse qui a été sélectionnée pour au moins un match annuel WNBA All-Star Game                                |
|   | Signale une joueuse qui a été sélectionnée pour au moins une sélection All-WNBA Team                                       |
| R | Signale la joueuse qui a remporté le titre de WNBA Rookie of the Year                                                      |

### Premier tour
| Choix | Nom                 | Position      | Nationalité | Équipe                                             | Provenance        |
| ----- | ------------------- | ------------- | ----------- | -------------------------------------------------- | ----------------- |
| 1     | Aliyah Boston R     | Ailière forte | États-Unis  | Fever de l'Indiana                                 | South Carolina    |
| 2     | Diamond Miller      | Arrière       | États-Unis  | Lynx du Minnesota                                  | Maryland          |
| 3     | Maddy Siegrist      | Ailière       | États-Unis  | Wings de Dallas (via Atlanta)                      | Villanova         |
| 4     | Stephanie Soares    | Ailière forte | Brésil      | Mystics de Washington (de Los Angeles via Atlanta) | Iowa State        |
| 5     | Lou Lopez Sénéchal  | Arrière       | France      | Wings de Dallas (de Phoenix via Chicago)           | Connecticut       |
| 6     | Haley Jones         | Meneuse       | États-Unis  | Dream d'Atlanta (de New York via le Connecticut)   | Stanford          |
| 7     | Grace Berger (en)   | Meneuse       | États-Unis  | Fever de l'Indiana (via Dallas)                    | Indiana           |
| 8     | Laeticia Amihere    | Ailière       | Canada      | Dream d'Atlanta (via Washington)                   | South Carolina    |
| 9     | Jordan Horston (en) | Meneuse       | États-Unis  | Storm de Seattle                                   | Tennessee         |
| 10    | Zia Cooke (en)      | Meneuse       | États-Unis  | Sparks de Los Angeles (via le Connecticut)         | South Carolina    |
| 11    | Abby Meyers (en)    | Arrière       | États-Unis  | Wings de Dallas (de Chicago via Indiana)           | Maryland          |
| 12    | Maïa Hirsch         | Ailière forte | France      | Lynx du Minnesota (via Las Vegas)                  | Villeneuve-d'Ascq |

### Deuxième tour
| Choix | Nom                     | Position     | Nationalité | Équipe                            | Provenance           |
| ----- | ----------------------- | ------------ | ----------- | --------------------------------- | -------------------- |
| 13    | Taylor Mikesell (en)    | Arrière      | États-Unis  | Fever de l'Indiana                | Ohio State           |
| 14    | Shaneice Swain          | Meneuse      | Australie   | Sparks de Los Angeles             | Cairns Dolphins (en) |
| 15    | Leigha Brown (en)       | Arrière      | États-Unis  | Dream d'Atlanta                   | Michigan             |
| 16    | Dorka Juhász (en)       | Ailier forte | Hongrie     | Lynx du Minnesota                 | Connecticut          |
| 17    | LaDazhia Williams       | Ailier forte | États-Unis  | Fever de l'Indiana (via Phoenix)  | LSU                  |
| 18    | Madi Williams           | Arrière      | États-Unis  | Storm de Seattle (via New York)   | Oklahoma             |
| 19    | Ashley Joens (en)       | Arrière      | États-Unis  | Wings de Dallas                   | Iowa State           |
| 20    | Élena Tsinéke (el)      | Arrière      | Grèce       | Mystics de Washington             | South Florida        |
| 21    | Dulcy Fankam Mendjiadeu | Ailier forte | Cameroun    | Storm de Seattle                  | South Florida        |
| 22    | Alexis Morris (en)      | Arrière      | États-Unis  | Sun du Connecticut                | LSU                  |
| 23    | Kayana Traylor          | Arrière      | États-Unis  | Sky de Chicago                    | Virginia Tech        |
| 24    | Brea Beal (en)          | Arrière      | États-Unis  | Lynx du Minnesota (via Las Vegas) | South Carolina       |

### Troisième tour
| Choix | Nom                 | Position     | Nationalité | Équipe                           | Provenance       |
| ----- | ------------------- | ------------ | ----------- | -------------------------------- | ---------------- |
| 25    | Victoria Saxton     | Ailier forte | États-Unis  | Fever de l'Indiana               | South Carolina   |
| 26    | Monika Czinano (en) | Ailier forte | États-Unis  | Sparks de Los Angeles            | Iowa             |
| 27    | Destiny Harden      | Ailier forte | Australie   | Mercury de Phoenix (via Atlanta) | Miami            |
| 28    | Taylor Soule        | Ailier       | États-Unis  | Lynx du Minnesota                | Virginia Tech    |
| 29    | Kadiatou Sissoko    | Ailière      | France      | Mercury de Phoenix               | USC              |
| 30    | Okako Adika         | Arrière      | Danemark    | Liberty de New York              | USC              |
| 31    | Paige Robinson      | Meneuse      | États-Unis  | Wings de Dallas                  | Illinois State   |
| 32    | Txell Alarcón       | Arrière      | Espagne     | Mystics de Washington            | Araski AES (en)  |
| 33    | Jade Loville        | Meneuse      | États-Unis  | Storm de Seattle                 | Arizona          |
| 34    | Ashten Prechtel     | Ailier forte | États-Unis  | Sun du Connecticut               | Stanford         |
| 35    | Kseniya Malashka    | Ailier       | Biélorussie | Sky de Chicago                   | Middle Tennessee |
| 36    | Brittany Davis      | Meneuse      | États-Unis  | Aces de Las Vegas                | Alabama          |